# Manfred Baerns

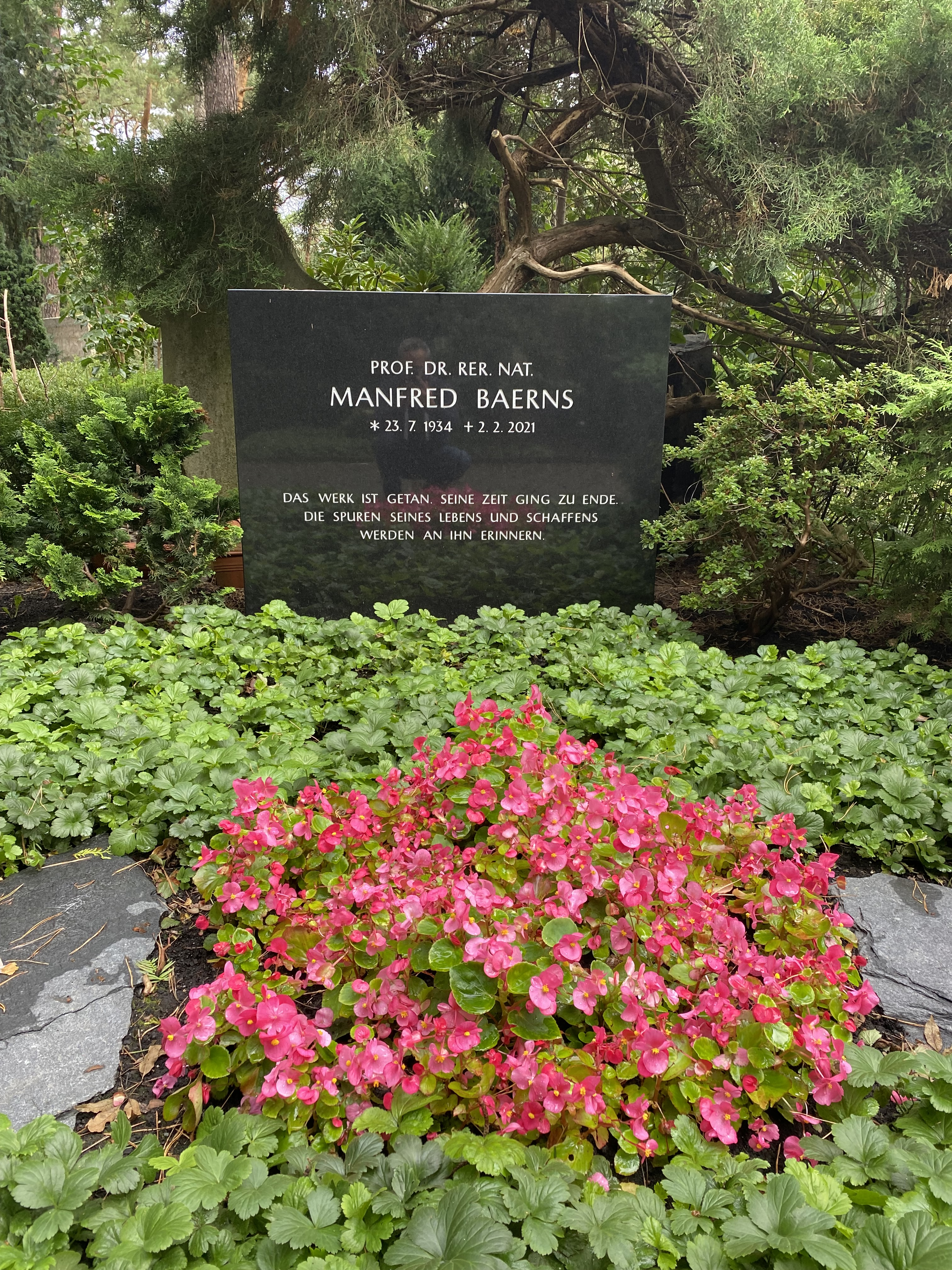
Grabstätte Manfred Baerns

Manfred Baerns (* 23. Juli 1934 in Berlin; † 2. Februar 2021) war ein deutscher Industriechemiker, seit 1974 Professor für Technische Chemie an der Ruhr-Universität Bochum, später gleichzeitig wissenschaftlicher Direktor des Instituts für Angewandte Chemie Berlin-Adlershof (1995–2003, jetzt Leibniz-Institut für Katalyse, Rostock); seit 1999 war er emeritierter Professor für Technische Chemie an der Ruhr-Universität Bochum. Als Gastwissenschaftler war er seit 2006 am Fritz-Haber-Institut der Max-Planck-Gesellschaft in der Abteilung für anorganische Chemie tätig.

## Leben und Werk
Baerns war Mitglied in vielen wissenschaftlichen Gremien und Gutachter für Förderprogramme sowie von 1991 bis 1997 Mitglied des Vorstands der DECHEMA; er war außerdem Mitglied der GDCh, der Deutschen Bunsen-Gesellschaft für Physikalische Chemie und der American Chemical Society.
Er war Inhaber zahlreicher Preise und Auszeichnungen: DECHEMA-Plakette in Titan. Award of 4th World Congress on Oxidation Catalysis, Sapporo/Japan 2004, Honorarprofessor an der Humboldt-Universität Berlin und der TU-Berlin, Ehrenmitglied des Instituts für Katalyse an der Universität Rostock.
Manfred Baerns war Autor von ca. 300 wissenschaftlichen Veröffentlichungen, zahlreichen Patenten und 4 Büchern auf dem Gebiet der Technischen Chemie und der Katalyse.
Baerns arbeitete vorwiegend auf den Gebieten Katalyse mit dem Schwerpunkt heterogene Katalyse und der chemischen Reaktionstechnik. Er war mit der Kommunikationswissenschaftlerin Barbara Baerns verheiratet. 
Am 2. Februar 2021 verstarb Manfred Baerns im Alter von 86 Jahren und wurde auf dem Waldfriedhof Dahlem (Feld 004-568) beigesetzt.

## Schriften (Auswahl)
- mit Hanns Hofmann, Albert Renken: Chemische Reaktionstechnik. Band 1, ISBN 3-13-687501-X.
- mit Arno Behr, Axel Brehm, Jürgen Gmehling, Hanns Hofmann, Ulfert Onken, Albert Renken: Technische Chemie. Verlag Wiley-VCH, 2006, ISBN 3-527-31000-2.
- Principles of Applied Catalysis. Springer, 2004, ISBN 3-540-44135-2.
- mit Martin Holena: Combinatorial Development of Solid Catalytic Materials - Design of High-Throughput Experiments, Data Analysis, Data Mining. Imperial College Press, ISBN 978-1-84816-343-0.